# IZ*ONE
IZ*ONE (kor. 아이즈원, jap. アイズワン) – koreańsko-japoński girlsband założony w 2018 roku w konsekwencji wyemitowania survivalowego programu Produce 48 na stacji Mnet. W skład zespołu weszło dwanaście dziewcząt wybranych spośród 96 uczestniczek z Japonii i Korei Południowej: Kwon Eun-bi, Sakura Miyawaki, Kang Hye-won, Choi Ye-na, Lee Chae-yeon, Kim Chae-won, Kim Min-joo, Nako Yabuki, Hitomi Honda, Jo Yu-ri, An Yu-jin oraz Jang Won-young. Zespół zadebiutował 29 października 2018 roku minialbumem COLOR*IZ. Zespołem zarządzają Off the Record Entertainment w Korei Południowej i AKS w Japonii.

## Historia

### Przed debiutem:Produce 48
Grupa IZ*ONE powstała w efekcie programu survivalowego Produce 48, który został wyemitowany na kanale Mnet od 15 czerwca do 31 sierpnia 2018 roku. Program został zapowiedziany jako współpraca między koreańską serią Produce 101 a japońską AKB48 Group. Z początkowych 96 uczestniczek, finałowa dwunastka została wybrana przez głosowanie publiczności i ogłoszona podczas transmisji na żywo.
Przed uczestnictwem w programie Produce 48 niektóre członkinie były aktywne w przemyśle rozrywkowym. Hitomi Honda zadebiutowała jako członkini zespołu AKB48, a Sakura Miyawaki i Nako Yabuki – zespołu HKT48. W 2014 roku Kwon Eun-bi zadebiutowała z zespołem Ye-A, pod pseudonimem Ka-zoo, ale opuściła grupę. Lee Chae-yeon rywalizowała w programie K-pop Star 3 oraz w reality show agencji JYP Entertainment – Sixteen. Jo Yu-ri była uczestniczką w programie z 2017 roku – Idol School stacji Mnet, w którym zajęła 15. miejsce. Kim Min-ju pojawiała się jako aktorka w teledyskach i serialach koreańskich, m.in. w Widaehan yuhokja, w którym wcieliła się w rolę młodej Choi Soo-ji.

### 2018: Debiut w Korei zCOLOR*IZ
Debiutancki minialbum zespołu, pt. COLOR*IZ, został wydany 29 października 2018 roku, wraz z promującym go singlem „La Vie en Rose”. W związku z wydaniem płyty w Olympic Hall w Seulu odbył się show-con „Color*Iz Show-Con”, na który bilety zostały wyprzedane w ciągu minuty od rozpoczęcia sprzedaży. Pierwszy występ w programie muzycznym odbył się 1 listopada w M Countdown, w którym grupa zdobyła pierwsze zwycięstwo tydzień później – w 10 dni po debiucie, ustanawiając tym samym nowy rekord. Minialbum uplasował się na 2. miejscu listy Gaon Album Chart i sprzedał w liczbie ponad 200 tys. kopii. Grupa zakończyła promowanie płyty 23 listopada w programie Music Bankstacji KBS. Dzięki szybkiemu sukcesowi komercyjnemu IZ*ONE zdobyły nagrodę „Nowy artysta roku” podczas kilku ceremonii rozdania nagród, w tym Mnet Asian Music Awards, Golden Disc Awards i Seoul Music Awards.
6 grudnia Off the Record ogłosiło, że IZ*ONE podpisały kontrakt z wytwórnią EMI Records Japan, przygotowując się do japońskiego debiutu, planowanego na początek 2019 roku. 15 grudnia Sakura Miyawaki i Nako Yabuki wróciły do Japonii na koncert z okazji 8 rocznicy HKT48. Chociaż wiadomość początkowo spotkała się z krytyką, Off the Record odpowiedziało, że obie wezmą udział w koncercie jako członkinie IZ*ONE.

### 2019: Debiut w Japonii,HEART*IZoraz pierwszy solowy koncert
20 stycznia odbył się show-con zespołu w Japonii, w Tokyo Dome City Hall, podczas którego zaprezentowały swój pierwszy japoński singel „Suki to iwasetai”. Pięć dni po wydarzeniu ukazał się teledysk do utworu, a w ciągu tygodnia liczba odsłon na YouTube przekroczyła 5 milionów. Singel ukazał się 6 lutego.
9 marca DJ i producent Jonas Blue wydał nową wersję swojego singla „Rise” z 2018 roku, w którym wystąpiły IZ*ONE. 1 kwietnia grupa wydała drugi minialbum HEART*IZ, z piosenką „Violeta” jako głównym singlem z płyty. W pierwszym tygodniu minialbum sprzedał się w liczbie 132 109 kopii.
W dniach 7–9 czerwca roku IZ*ONE zorganizowały swój pierwszy solowy koncert Eyes On Me w Jamsil Arena, w Seulu. 26 czerwca ukazał się drugi japoński singel pt. „Buenos Aires”. Teledysk do tytułowego utworu ukazał się 12 czerwca w serwisie YouTube.
Trzeci japoński singel, „Vampire”, ukazał się 25 września. Singel zajął 1. pozycję na liście Oricon Sinlgles Chart.
11 listopada grupa planowała wydać swój pierwszy album studyjny pt. BLOOM*IZ, z głównym singlem pt. „Fiesta”. Premiera została przełożona z powodu dochodzenia w sprawie manipulacji nad głosowaniami Mnetu. Ponadto showcase’y, promocje i kilka występów gościnnych zostały anulowane lub zawieszone, w tym także premiera filmu koncertowego Eyes on Me: The Movie. Z dniem 28 listopada japońskie promocje IZ*ONE również zostały zawieszone.

### 2020–2021:BLOOM*IZ,TwelveiOne-reeler / Act IV
6 stycznia 2020 roku agencje członkiń i CJ ENM osiągnęły porozumienie w sprawie wznowienia działalności grupy. Album BLOOM*IZ ukazał się 17 lutego. 9 kwietnia album uzyskał status platynowej płyty.
15 czerwca grupa wydała trzeci minialbum Oneiric Diary. Minialbum odnotował ponad 510 tys. sprzedanych kopii wg Gaon i 6 sierpnia uzyskał status podwójnej platyny. 6 sierpnia Stone Music Entertainment ogłosiło, że pierwszy solowy koncert online pt. Oneiric Theatre odbędzie się 13 września.
21 października został wydany w Japonii pierwszy japońskojęzyczny album Twelve; zadebiutował na 1. mejscu listy Oricon. 5 listopada 2020 roku przedstawiciel zespołu ogłosił datę rozwiązania grupy – kwiecień 2021 roku. 7 grudnia miał swoją czwarty koreański minialbum One-reeler / Act IV, wraz z teledyskiem do głównego singla „Panorama”.
26 stycznia 2021 roku IZ*ONE wydały promocyjny singel zatytułowany „D-D-Dance” dla aplikacji mobilnej Universe. 10 marca Mnet potwierdził datę rozwiązania zespołu, po wygaśnięciu kontraktu. 13 i 14 marca odbyły się internetowe koncerty One, The Story.

## Członkinie
- Kwon Eun-bi (kor. 권은비), agencja Woollim Entertainment. W programie zajęła 7. miejsce.
- Sakura Miyawaki (jap. 宮脇咲良), z HKT48. W programie zajęła 2. miejsce.
- Kang Hye-won (kor. 강혜원), agencja 8D Creative. W programie zajęła 8. miejsce.
- Choi Ye-na (kor. 최예나), agencja Yuehua Entertainment. W programie zajęła 4. miejsce.
- Lee Chae-yeon (kor. 이채연), agencja WM Entertainment. W programie zajęła 12. miejsce.
- Kim Chae-won (kor. 김채원), agencja Woollim Entertainment. W programie zajęła 10. miejsce.
- Kim Min-ju (kor. 김민주), agencja Urban Works. W programie zajęła 11. miejsce.
- Nako Yabuki (jap. 矢吹奈子), z HKT48. W programie zajęła 6. miejsce.
- Hitomi Honda (jap. 本田仁美), z AKB48. W programie zajęła 9. miejsce.
- Jo Yu-ri (kor. 조유리), agencja Stone Music Entertainment. W programie zajęła 3. miejsce.
- An Yu-jin (kor. 안유진), agencja Starship Entertainment. W programie zajęła 5. miejsce.
- Jang Won-young (kor. 장원영), agencja Starship Entertainment. W programie zajęła 1. miejsce.

## Dyskografia

### Albumy studyjne
| Rok                                            | Dane dot. albumu                                                                                          | Najwyższa pozycja | Najwyższa pozycja | Najwyższa pozycja | Najwyższa pozycja | Sprzedaż                       |
| Rok                                            | Dane dot. albumu                                                                                          | KOR               | JPN               | JPN Hot           | US World Albums   | Sprzedaż                       |
| Koreańskie                                     | Koreańskie                                                                                                | Koreańskie        | Koreańskie        | Koreańskie        | Koreańskie        | Koreańskie                     |
| ---------------------------------------------- | --- | ----------------- | ----------------- | ----------------- | ----------------- | ------------------------------ |
| 2020                                           | BLOOM*IZ - Wydany: 17 lutego 2020 - Wytwórnia: Off the Record, Stone Music - Format: CD, digital download | 2                 | 3                 | 6                 | 15                | - KOR: 489 916+ - JPN: 39 447+ |
| Japońskie                                      | |                   |                   |                   |                   |                                |
| 2020                                           | Twelve - Wydany: 21 października 2020 - Wytwórnia: EMI Music Japan - Format: CD, digital download         | –                 | 1                 | 1                 | –                 | - JPN: 135 113+                |
| „–” oznacza, że wydawnictwo nie było notowane. | |                   |                   |                   |                   |                                |

### Minialbumy
| Rok        | Dane dot. albumu | Najwyższa pozycja | Najwyższa pozycja | Najwyższa pozycja | Najwyższa pozycja | Sprzedaż                       |
| Rok        | Dane dot. albumu | KOR               | JPN               | JPN Hot           | US World Albums   | Sprzedaż                       |
| Koreańskie | Koreańskie | Koreańskie        | Koreańskie        | Koreańskie        | Koreańskie        | Koreańskie                     |
| ---------- | --- | ----------------- | ----------------- | ----------------- | ----------------- | ------------------------------ |
| 2018       | COLOR*IZ - Wydany: 29 października 2018 - Wytwórnia: Off the Record, Stone Music - Format: CD, digital download            | 2                 | 1                 | 3                 | 9                 | - KOR: 252 717+                |
| 2019       | HEART*IZ - Wydany: 1 kwietnia 2019 - Wytwórnia: Off the Record, Swing Entertainment - Format: CD, digital download         | 1                 | 4                 | 5                 | 6                 | - KOR: 286 046+                |
| 2020       | Oneiric Diary (幻想日記) - Wydany: 15 czerwca 2020 - Wytwórnia: Off the Record, Stone Music - Format: CD, digital download | 2                 | 4                 | 3                 | –                 | - KOR: 541 885+ - JPN: 22 506+ |
| 2020       | One-reeler / Act IV - Wydany: 7 grudnia 2020 - Wytwórnia: Off the Record, Stone Music - Format: CD, digital download       | 1                 | 8                 | 11                | –                 | - KOR: 450 549+ - JPN: 27 900+ |

### Single
| Rok                                                       | Tytuł                                      | Najwyższa pozycja | Najwyższa pozycja | Najwyższa pozycja | Najwyższa pozycja | Najwyższa pozycja | Sprzedaż         | Album                    |
| Rok                                                       | Tytuł                                      | KOR               | KOR               | JPN               | JAP Hot           | US World          | Sprzedaż         | Album                    |
| Rok                                                       | Tytuł                                      | Circle            | Hot               | JPN               | JAP Hot           | US World          | Sprzedaż         | Album                    |
| Koreańskie                                                | Koreańskie                                 | Koreańskie        | Koreańskie        | Koreańskie        | Koreańskie        | Koreańskie        | Koreańskie       | Koreańskie               |
| --------------------------------------------------------- | ------------------------------------------ | ----------------- | ----------------- | ----------------- | ----------------- | ----------------- | ---------------- | ------------------------ |
| 2018                                                      | „La Vie en Rose” (라비앙로즈)              | 14                | 11                | –                 | 21                | 6                 | - US: 1000       | Color*Iz                 |
| 2019                                                      | „Violeta” (비올레타)                       | 18                | 5                 | –                 | 13                | 8                 | dane niedostępne | Heart*Iz                 |
| 2020                                                      | „Fiesta”                                   | 3                 | 2                 | –                 | 6                 | 13                | dane niedostępne | Bloom*Iz                 |
| 2020                                                      | „Secret Story of the Swan” (환상동화)      | 6                 | 9                 | –                 | 14                | 11                | dane niedostępne | Oneiric Diary (幻想日記) |
| 2020                                                      | „Panorama”                                 | 22                | 23                | –                 | 33                | 22                | dane niedostępne | One-reeler / Act IV      |
| Japońskie                                                 |                                            |                   |                   |                   |                   |                   |                  |                          |
| 2019                                                      | „Suki to iwasetai” (jap. 好きと言わせたい) | –                 | –                 | 2                 | 2                 | –                 | - JPN: 244 284   | Twelve                   |
| 2019                                                      | „Buenos Aires”                             | –                 | –                 | 1                 | 1                 | –                 | - JPN: 229 428   | Twelve                   |
| 2019                                                      | „Vampire”                                  | –                 | –                 | 1                 | 1                 | –                 | - JPN: 227 203   | Twelve                   |
| 2020                                                      | „Beware”                                   | –                 | –                 | –                 | 75                | –                 | –                | Twelve                   |
| „–” oznacza, że singiel nie był notowany na danej liście. |                                            |                   |                   |                   |                   |                   |                  |                          |

## Filmografia
| Rok  | Tytuł                         | Stacja telewizyjna | Źródło |
| ---- | ----------------------------- | ------------------ | ------ |
| 2016 | Produce 48                    | Mnet               |        |
| 2018 | IZ*ONE CHU                    | Mnet               | [ 75 ] |
| 2019 | IZ*ONE’s First Steps in Japan | AbemaTV            | [ 76 ] |
| 2019 | IZ*ONE CITY                   | Pooq               | [ 77 ] |
| 2019 | IZ*ONE CHU – Secret Friend    | Mnet               | [ 78 ] |
| 2020 | IZ*ONE CHU – Fantasy Campus   | Mnet               | [ 79 ] |
| 2020 | IZ*ONE Eat-ing Trip           | U+ Idol Live       | [ 80 ] |
| 2020 | IZ*ONE CHU – ON:TACT          | Mnet               | [ 81 ] |